# La naturaleza de la pobreza masiva
La naturaleza de la pobreza masiva  es un libro de economía de John Kenneth Galbraith publicado en 1979, en el que Galbraith se basa en sus experiencias como embajador en India para explicar las causas y las soluciones a la pobreza. Comienza por diferenciar la llamada "pobreza de casos" de los individuos (como se detalla años antes en The Affluent Society) de la "pobreza masiva", que se observa en gran medida en las zonas rurales del mundo en desarrollo .
Galbraith analiza una variedad de explicaciones diferentes para la pobreza, por ejemplo, clima, montañas, acceso a puertos, materias primas, cultura o sistema político. Un ejemplo típico es su comparación de dos viajes en tren en Europa del Este en 1860 y 1960. Señala que el efecto del comunismo en la economía fue bastante limitado: el tren es básicamente el mismo, las diferencias relativas en el estatus económico también se mantuvieron sin cambios, Alemania (oriental) y Checoslovaquia a la cabeza y Rumania la última. Lo mismo se aplica a Asia, donde "ser chino" tuvo un efecto mayor en la riqueza local que el clima o el sistema político local.
Galbraith presenta después dos argumentos con respecto a la pobreza masiva. Primero, sostiene que muchas de las causas atribuidas a las condiciones de la población rural pobre (corrupción gubernamental, falta de educación) son de hecho tanto una causa como un efecto de la pobreza. Al estar los pobres perfectamente adaptados a su trabajo intensivo en mano de obra, una acomodación a la pobreza hace que esta esté culturalmente arraigada y los pobres y su descendencia tienden a permanecer en ese círculo vicioso. Galbraith señala que la mayoría de las soluciones a la pobreza de Occidente (inversión de capital, mejor organización y tecnología, aumento de la producción agrícola) son aquellas que las naciones desarrolladas pueden proporcionar, pero a menudo no consideran la adaptación local a la pobreza (compárese con Axelle Kabou).
Basándose en sus observaciones en la Alemania Occidental de la posguerra, que se enfrentó a una enorme cantidad de personas desplazadas después de la guerra, concluye que la emigración no fue un problema, sino que en combinación con el alto nivel de educación, contribuyó significativamente al éxito económico y al esfuerzo de reconstrucción. Galbraith recomienda para la India una mejora en la educación general por un lado y una ayuda enfocada a aquellos que están decididos a escapar del ciclo de la pobreza. En general, al igual que en los países desarrollados, la emigración y la adopción de otras culturas no se ve como un problema, sino como un signo de acción y voluntad de escapar de un estatus insostenible.
Cuanto más alfabetizada e informada es una población, más influencias y culturas tienen disponibles como modelos a seguir, y más motivados están sus miembros a escapar de la pobreza perpetua. Su principal ejemplo indio es la región de Punjab, una encrucijada de comercio y diferentes influencias culturales donde la ambición de mantener altos niveles de alfabetización y educación y la mezcla local de las culturas sij, hindú y musulmana aceleraron el crecimiento económico en comparación con las provincias más pobres del sur. 